# Hispano Aviación
 (avril 2025).
Si vous disposez d'ouvrages ou d'articles de référence ou si vous connaissez des sites web de qualité traitant du thème abordé ici, merci de compléter l'article en donnant les références utiles à sa vérifiabilité et en les liant à la section « Notes et références ».
Pour les articles homonymes, voir Hispano.
Hispano Aviación était une société espagnole de construction aéronautique issue de la nationalisation de l'usine d'Hispano-Suiza située dans la banlieue de Séville en 1943.  

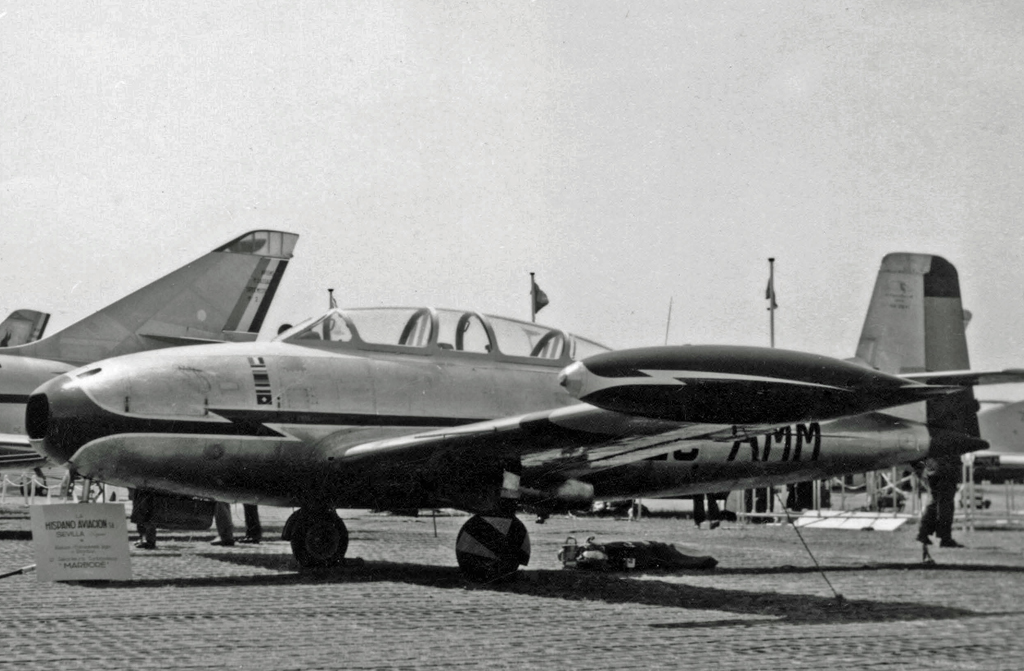
Prototype du biréacteur HA-200 exposé au Salon aéronautique du Bourget 1957.

Hispano a produit plusieurs modèles d’avions, dont le HA-1109, version construite sous licence espagnole du célèbre Messerschmitt Bf 109G. Au cours des années 1950, Willy Messerschmitt rejoint la compagnie et permet la production de plusieurs modèles dont le HA-200 le premier avion à réaction espagnol.
La société est reprise en 1972 par la CASA, intégrée en 2000 dans EADS maintenant Airbus Group.

## Modèles
- HA-43 (dérivé de l'Hispano-Suiza HS-42)
- HS-50
- HA-57
- HA-60
- HA-1109 (issu du  Me-109 G2 avec moteur Hispano-Suiza 12Z-17)
- HA-1110 (modèle d'entrainement biplace du HA-1109)
- HA-1112 "Buchón" (issu du  Me-109 G2 avec moteur Rolls-Royce Merlin)
- HA-100 Triana
- HA-200
- HA-300 (projet ; licence vendue l’Égypte qui fabriqua le Helwan HA-300)
- HA-400
- HA-500[1]